# ويليام هوي
ويليام هوي (بالإنجليزية: William Hoy)‏ هو مونتير أمريكي، ولد في 1 نوفمبر 1955.

## وصلات خارجية
- ويليام هوي على موقع IMDb (الإنجليزية)
- ويليام هوي على موقع ألو سيني (الفرنسية)
- ويليام هوي على موقع أول موفي (الإنجليزية)
- ويليام هوي على موقع قاعدة بيانات الأفلام السويدية (السويدية)
- ويليام هوي على موقع قاعدة بيانات الفيلم (الإنجليزية)
- ويليام هوي على موقع كينوبويسك (الروسية)